# شاه‌انگبین

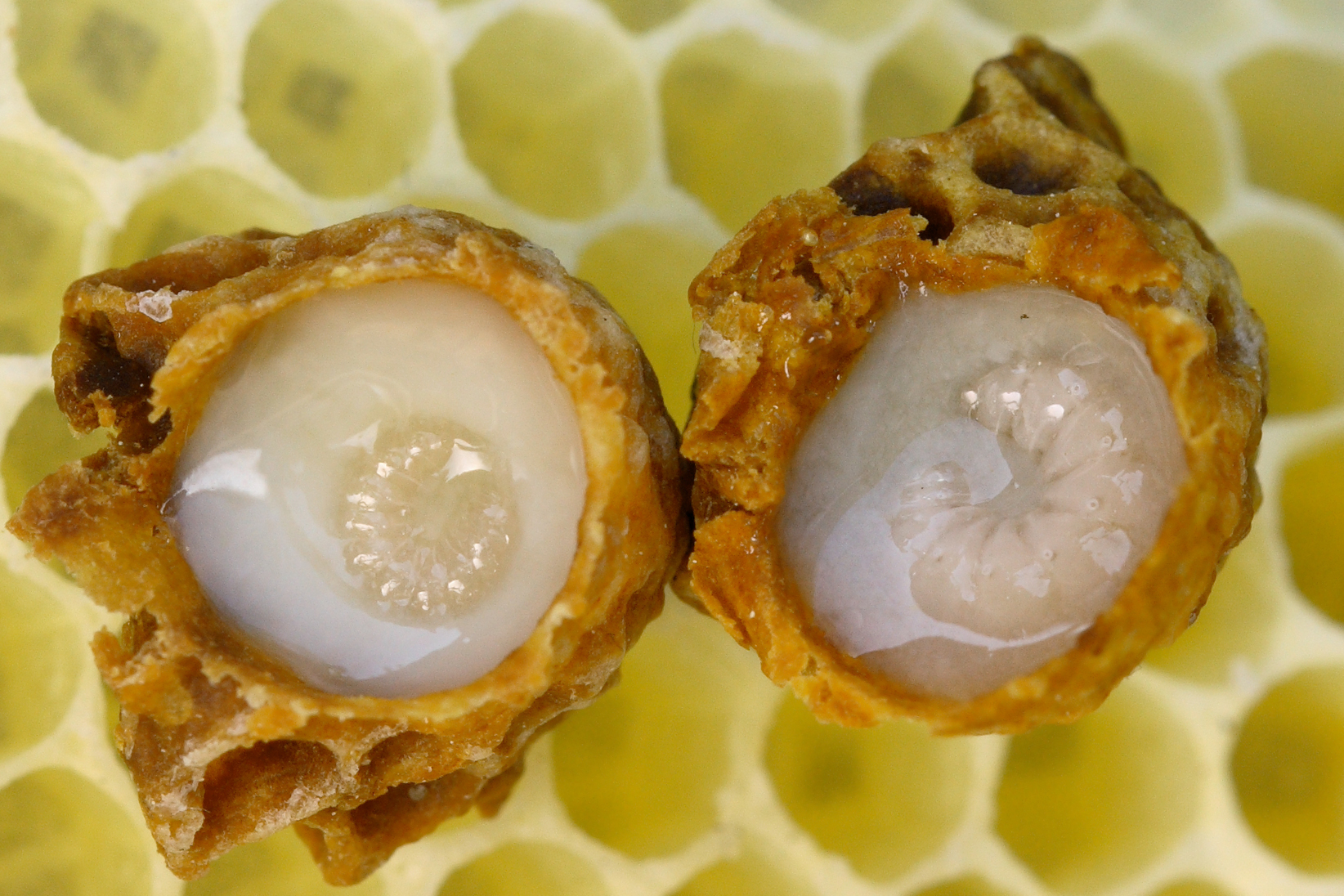
لارو زنبور ملکه که شاه‌انگبین در پیرامون آن دیده می‌شود.

شاه‌انگبین از محصولات زنبورعسل می‌باشد. این محصول با نام‌های دیگری مانند ژل رویال، ژل سلطنتی، غذای ملکه یا شیر زنبور عسل نیز شناخته می‌شود.
شاه‌انگبین نوعی ماده غذایی است که توسط زنبورهای عسل تهیه می‌شود و معمولاً همه لاروها در روز اول زندگی از شاه‌انگبین تغذیه می‌کنند، اما این جیره غذایی از روز چهارم تغییر می‌کند و جای آن را مخلوطی از عسل و گرده می‌گیرد، و تنها ملکه تا آخر عمر از شاه‌انگبین تغذیه می‌کند و به نظر می‌رسد که این نوع غذا باعث به وجود آمدن اختلافات اساسی بین زنبورهای ماده و ملکه می‌گردد به‌طوری‌که طول مدت زندگی ملکه بیش از پنجاه و دو برابر طول زندگی زنبورهای کارگر است و از لحاظ حجم نیز ملکه دو تا سه برابر کارگرها می‌باشد.
شاه انگبین یک ترشح پروتئینی است که از غدد هیپوفارِنکس و فک پایینی زنبور عسل کارگر خارج می‌شود. تنها غذایی که در طول عمر ملکه به او داده می‌شود و همچنین همه لاروهای کوچک در سه روز اول پس از تخم درآمدن با شاه‌انگبین تغذیه می‌شوند.
این سوخت زنبوری دارای ویژگی‌های مختلف بیولوژیکی مفید برای سلامت انسان مانند فعالیت‌های آنتی‌اکسیدانی، اثرات ضد باکتری، افزایش ایمنی و اثرات ضد تومور است.
پنجاه درصد وزن خشک شاه‌انگبین را پروتئین تشکیل داده. گزارش شده که ۹ تا از پروتئین‌های اصلی شاه‌انگبین ۸۰ الی ۹۰ درصد کل پروتئین‌ها را تشکیل می‌دهند. دیگر پروتئین‌ها مانند آلفا گلوکوزیداز، گلوکز اکسیداز و آلفا آمیلاز نیز شناسایی شده‌اند.

## واژه‌شناسی
انگبین به معنای عسل می‌باشد. [اَ گ َ / گ ُ] (اِ) عسل. شهد. (برهان قاطع) (ناظم الاطباء) (دهار).
(یادداشت مؤلف):
همچنان گبتی که دارد انگبین
چون بماند داستان من بدین.

## تولید
شاه‌انگبین توسط زنبورهای کارگر پرستار تولید می‌شود. این زنبورها در روز ششم زندگی اقدام به ترشح شاه‌انگبین می‌کنند که در حقیقت مایعی سفید رنگ است که در تغذیه لاروهای جوان و به ویژه ملکه به کار می‌رود. اما این ترشحات در روز دوازدهم قطع می‌گردد و لاروهای پرستار این وظیفه را به نسل دیگری از زنبورها که سن آن‌ها کمتر است می‌سپارند.
زنبورهای کارگر دارای دو غده بر روی سر خود می‌باشند غدد زیرحلقی نامیده می‌شود که توانایی تولید این ماده را از سن ۶ الی ۱۵ روزگی دارند. رنگ شاه‌انگبین از سفید شیری تا زرد روشن بوده و ترش مزه می‌باشد. ملکه در زمان زندگی تنها با شاه‌انگبین تغذیه می‌شود. تمامی لاروهای زنبور عسل (نر و ماده) در روزهای آغازین دوران لاروی خود با این ماده تغذیه می‌شوند. تغذیهٔ لاروهای ملکه‌ها در تمام دوران لاروی و حتی بعد از تولد در تمام طول عمر با شاه‌انگبین ادامه می‌یابد. اما زنبوران نر و کارگران، فقط در سه روز ابتدایی دوران لاروی خود با شاه‌انگبین تغذیه می‌شوند و ادامهٔ روند تغذیهٔ آن‌ها تا تولد و حتی بعد آن با گرده و عسل انجام می‌شود. شاه‌انگبین زود فاسد می‌شود و باید بعد از برداشت مصرف شود؛ یا این که در یخچال، فریز گردد.

## شاه‌انگبین در بازار غذایی
شاه‌انگبین به صورت قرص و خشک شده در بازار غذایی موجود می‌باشد. شاه‌انگبین دارای ویتامین‌های آ، سی، ای و دی به ویژه ب۱۲، ب۶، ب۲ و ب۱ می‌باشد.

## خاصیت‌ها
دربارهٔ فواید شاه‌انگبین نظرات بسیار متعددی وجود دارد و تحقیقات بسیار زیادی دربارهٔ خواص شاه‌انگبین و اثرات آن انجام و اثبات شده‌است.

### تقویت سیستم ایمنی
بر اساس نتایج آزمایشی منتشر شده در سال ۲۰۰۱ از مجله International Immunopharmacology شاه‌انگبین می‌تواند به تقویت سیستم ایمنی کمک کند. در این آزمایش، واکنش هیستامین به آلرژن‌ها فورا سرکوب شد و نشان داد که امکان دارد شاه‌انگبین بتواند به کاهش علائم آلرژی فصلی کمک کند.

### برای بیماران آلزایمری
پژوهش‌های اخیر میگوید شاه‌انگبین می‌تواند حافظه کوتاه مدت را تقویت کند زیرا ثابت شده به‌طور کلی نقش تقویتی روی عملکرد اعصاب دارد. می‌دانیم بیماری آلزایمر به‌طور کلی یعنی اختلالات حافظه و یادگیری، برای همین آزمایشی برای بررسی تاثیر شاه‌انگبین روی یادگیری و حافظه، در نهاد تحقیقات بیومدیک پیشرفته (Advanced Biomedical Research) مطرح شد.
به دلیل اینکه بافت مغز اسیدهای چرب سیر نشده زیادی در خود دارد که به ویژه در برابر حمله رادیکال‌های آزاد ضعیف اند، مواد آنتی اکسیدان موجود در شاه‌انگبین می‌توانند نقش مهمی در درمان و پیشگیری بیماری‌های مختل‌کننده اعصاب داشته باشد.

### ناباروری مردان را بهبود میبخشد
نتایج تحقیقات منتشر شده در مجله داروهای گیاهی ابن سینا (Avicenna Journal of Phytomedicine) فواید شاه‌انگبین روی پارامترهای اسپرم، درجه تستوسترون و مالون دی آلدئید در موش را ارزیابی کرده‌است. تعداد اسپرم، میزان تحرک، زنده بودن، تکامل و بی نقصی DNA آن‌ها در این آزمایش آنالیز شدند. نتایج اشاره بر این دارد که درمان توسط شاه‌انگبین می‌تواند ناباروری جنس نر را بهبود بخشد.

### رفع خستگی و سردرد های میگرنی
مطابق نتایج بدست آمده مشخص شده‌است که شاه‌انگبین توانایی بالابردن توان جسمی و رفع خستگی در ورزشکاران و برطرف‌کننده سردردهای میگرنی نیز می‌باشد .

### بهبود عوارض شیمی درمانی با شاه‌انگبین
طبق تحقیقات پزشکان طب سنتی و ایرانی مشخص شده که شاه‌انگبین با توجه به اینکه توان جسمی را قدرت می‌بخشد در بیمارانی که در دوران شیمی درمانی به سر می‌برند، کیفیت زندگی و بهبود عمکرد سیستم ایمنی بدن را افزایش می‌دهد.    

## مصرف
دوز پیشنهادی روزانه ۱ تا ۵ گرم، به مدت یک دوره ۳۰ تا ۹۰ روزه و سپس ۱۰ تا ۳۰ روز توقف مصرف است.
مواردی هستند که نیاز به دوز بالاتر اما برای دوره‌های کوتاه‌تر و زمان توقف بیشتری بین آن‌ها دارند. شاه‌انگبین باید به صورت ناشتا و حداقل ۱۵ دقیقه پیش از وعده غذایی مصرف شود.

## ماندگاری
به طور کلی ژل رویال تازه بسته به اینکه به چه شیوه‌ای نگهداری می‌شود، ماندگاری متفاوتی خواهد داشت. شیوه‌های نگهداری زیر معممول‌ترین شیوه‌های نگهداری ژل رویال هستند.
۱. نگهداری ژل رویال تازه در یخچال (دمای ۳ تا ۵ درجه):در این روش ژل برای مدت زمانی حدود ۶ ماه خواص خود را حفظ خواهد کرد.
۲. نگهداری ژل رویال تازه در فریزر (دمای ۱۸- درجه):در این شیوه ژل برای مدت زمانی حدود ۲ سال خواص خود را حفظ خواهد کرد.
۳. ترکیب ژل و عسل در دمای اتاق:در این روش ژل رویال تا ۲ سال و بیشتر خواص خود را حفظ خواهد کرد.

## عوارض جانبی
اگر روزانه یک تا پنج گرم مصرف شود هیچ عارضه‌ای ندارد در صورت زیاده روی در مصرف شاه‌انگبین ممکن است در انسان‌ها باعث ایجاد واکنش آلرژیک و حساسیت شود. این واکنش می‌تواند اعم از کهیر، آسم یا حتی آنافیلاکسی باشد. وقوع واکنش آلرژیک در افرادی که شاه‌انگبین به‌طور بی‌رویه مصرف می‌کنند نامشخص است. خطر وقوع حساسیت و واکنش آلرژیک در افرادی که حساسیت‌های دیگری دارند، بالاتر است.
اینطور می‌توان نتیجه‌گیری کرد:
1. در صورتیکه یک شخص اتوپیک هستید (حساسیت آلرژیک بسیار بالایی دارید)، دارای سابقه ابتلا به آسم یا حساسیت به گرده گل هستید، تمام احتمالات مربوط به حساسیت به شاه‌انگبین را دارید، بنابراین قبل از مصرف آن، آزمایش دهید.
2. همیشه مصرف شاه‌انگبین را با مقادیر کم شروع کنید و پس از مدتی، میزان آن را تا دوز دلخواه افزایش دهید.